# حسین سیاغی
حسین احمد سیاغی (۱۹۰۹–۱۹۸۷) فقیه، زبان‌شناس نحوی، تاریخ‌پژوه، سیاستمدار و دانش‌یار یمنی بود. مناصب اداری گوناگونی برعهده داشت، وزرات اوقاف و عدل در عهد جمهوری، نائب رئیس مجلس اعلای قضایی را از جمله مناصب اوست. دلیل الأماکن الأثریة و العمدة فی تحصیل أعمال الحج والعمره از آثار اوست. او همچنین به تحقیق و بازنویسی آثاری دربارهٔ تاریخ یمن پرداخت. کتابخانهٔ شخصی او که میراثش بوده، به مسجد جامع صنعا از سوی ورثه‌اش هدیه شد.